# Panamaträdklättrare
Panamaträdklättrare (Deconychura typica) är en fågelart i familjen ugnfåglar inom ordningen tättingar.

## Utseende
Panamaträdklättraren är en rätt liten trädklättrare med rak näbb. Fjäderdräkten är varmbrun med beigefärgade fläckar på bröstet och ett svagt beigefärgat ögonbrynsstreck. Arten är mest lik fläckträdklättraren, men är mindre och har tunnare näbb. 

## Utbredning och systematik
Fågeln delas in i tre underarter med följande utbredning:
- D. t. typica – nordöstra Honduras (Olancho, Gracias a Dios), nordvästra och södra Nicaragua (Río San Juan) samt nordcentrala och sydvästra Costa Rica österut till centrala Panama (Chiriquí, Veraguas)
- D. t. darienensis – östra Panama och närliggande nordvästra Colombia (österut till mellersta Magdalenadalen)
- D. t. minor – nordcentrala Colombia (Santander)

Den kategoriserades tidigare underart till Deconychura longicauda men urskiljs sedan 2016 som egen art av Birdlife International och IUCN, sedan 2023 även av International Ornithological Congress.

## Levnadssätt
Panamaträdklättraren hittas i skogar där den ofta slår följe med kringvandrande artblandade flockar. Likt trädkrypare klättrar den uppför trädstammar på jakt efter insekter i barken, ofta i spiraler, varefter den flyger lågt till nästa stam för att påbörja en ny klättring. 

## Status och hot
Arten har ett stort utbredningsområde, men tros minska i antal, dock inte tillräckligt kraftigt för att den ska betraktas som hotad. Internationella naturvårdsunionen IUCN listar arten som livskraftig (LC).